# À travers les Flandres féminin 2024
Pour la course masculine, voir À travers les Flandres 2024.
La 12e édition d'À travers les Flandres féminin a lieu le 27 mars 2024. La course fait partie du calendrier international féminin UCI en catégorie 1.Pro. Elle se déroule en même temps que l'épreuve masculine. Elle est remportée par la Néerlandaise Marianne Vos.

## Équipes
| UCI Women's WorldTeams (14)- AG Insurance-Soudal Team - Ceratizit-WNT Pro Cycling - FDJ-Suez - Fenix-Deceuninck - Human Powered Health - Lidl-Trek - Liv AlUla Jayco - Movistar Team - Roland - Team DSM-Firmenich PostNL - SD Worx-Protime - Team Visma \| Lease a Bike - UAE Team ADQ - Uno-X Mobility Équipes féminines continentales (10)- Arkea-B&B Hotels women - Bepink-Bongioanni - Chevalmeire - Cofidis - Lifeplus Wahoo - Lotto Dstny Ladies - Proximus-Cyclis CT - St Michel-Mavic-Auber93 - Team Coop-Repsol - VolkerWessels |
| |

## Présentation

### Parcours
La course commence et se conclut à Waregem.
Neuf monts sont au programme de cette édition, dont certains recouverts de pavés :
| Mont | Nom            | Km    | Revêtement | Longueur (m) | Pente moyenne | Pente maxi | Km de l'arrivée |
| ---- | -------------- | ----- | ---------- | ------------ | ------------- | ---------- | --------------- |
| 1    | Hellestraat    | 28,6  | asphalte   | 1 500        | 3,8 %         | 10 %       | 101,3           |
| 2    | Volkegemberg   | 47,7  | asphalte   | 1 100        | 4,8 %         | 10 %       | 82,2            |
| 3    | Berg Ten House | 58,4  | asphalte   | 1 100        | 6 %           | 21 %       | 71,5            |
| 4    | Kanarieberg    | 64,0  | asphalte   | 1 000        | 7,7 %         | 14 %       | 65,9            |
| 5    | Côte de Trieu  | 77,0  | asphalte   | 1 100        | 7 %           | 11,8 %     | 52,9            |
| 6    | Hotond         | 80,6  | asphalte   | 1 000        | 3,1 %         | 6,5 %      | 49,3            |
| 7    | Ladeuze        | 97,4  | asphalte   | 1 200        | 5,6 %         | 16 %       | 37,6            |
| 8    | Nokereberg     | 108,1 | pavés      | 500          | 5,7 %         | 6,7 %      | 21,8            |
| 9    | Nokere         | 120,7 | pavés      | 750          | 5,7 %         | 6,7 %      | 9,2             |

En plus des traditionnels monts, il y a sept secteurs pavés :
| Secteur | Nom            | Km    | Longueur (m) | Km de l'arrivée |
| ------- | -------------- | ----- | ------------ | --------------- |
| 1       | Varentstraat   | 31,0  | 2 000        | 98,3            |
| 2       | Holleweg       | 48,2  | 650          | 81,7            |
| 3       | Etikhove       | 87,1  | 2 400        | 42,8            |
| 4       | Doorn          | 100,5 | 900          | 29,4            |
| 5       | Huisepontweg   | 103,0 | 1 600        | 26,9            |
| 6       | Herlegemstraat | 110,8 | 800          | 19,1            |
| 7       | Herlegemstraat | 123,6 | 800          | 6,3             |

## Récit de la course
La formation Lidl-Trek mène un train élevé en début de course ce qui provoque une scission du peloton. L'écart entre ses parties atteint la minute au niveau du Volkegemberg. Avant le Kanarieberg, Puck Pieterse passe à l'offensive. Elle est suivie par Lotte Kopecky, Niamh Fisher-Black, Mischa Bredewold, Elisa Longo Borghini, Lizzie Deignan, Marianne Vos , Audrey Cordon-Ragot, Arlenis Sierra et Thalita de Jong. Juste après la course est arrêtée à cause d'un accident de voiture sur la course masculine. Au bout de quinze minutes, la course repart. À cause de cette interruption, le parcours est écourté : les montées de la côte de Trieu et Hotond sont enlevées. Dans Ladeuze, Yara Kastelijn accélère mais Lizzie Deignan la marque. Fem van Empel tente ensuite, emmenant avec elle Pieterse. Lidl-Trek est en supériorité numérique dans le peloton. Un groupe de six coureuses se forme dans le secteur pavé de Doorn. Il s'agit de : Marianne Vos, Elisa Longo Borghini, Shirin Van Anrooij, Emma Norsgaard et Puck Pieterse. Aux vingt-cinq kilomètres, Lotte Kopecky et Letizia Paternoster reviennent sur la tête de course, tandis que Norsgaard est lâchée. À une quinzaine de kilomètres de l'arrivée, Van Anrooij part. Elle est suivie par Vos. Derrière, les attaques s'enchaînent, réduisant l'écart. Le duo se dispute la victoire au sprint, Vos se montre la plus rapide. Paternoster règle le groupe de poursuite.

## Classements

### Classement final
| \| Classement général \| Classement général \| Classement général \| Classement général \| Classement général \| \| Coureuse \| Coureuse \| Pays \| Équipe \| Temps \| \| ------------------ \| -------------------- \| ------------------ \| -------------------------- \| ------------------ \| \| 1re \| Marianne Vos \| Pays-Bas \| Team Visma \\| Lease a Bike \| 2 h 52 min 08 s \| \| 2e \| Shirin van Anrooij \| Pays-Bas \| Lidl-Trek \| + 0 s \| \| 3e \| Letizia Paternoster \| Italie \| Liv AlUla Jayco \| + 19 s \| \| 4e \| Lotte Kopecky \| Belgique \| SD Worx-Protime \| + 19 s \| \| 5e \| Puck Pieterse \| Pays-Bas \| Fenix-Deceuninck \| + 19 s \| \| 6e \| Elisa Longo Borghini \| Italie \| Lidl-Trek \| + 19 s \| \| 7e \| Chiara Consonni \| Italie \| UAE Team ADQ \| + 51 s \| \| 8e \| Arlenis Sierra \| Cuba \| Movistar Team \| + 51 s \| \| 9e \| Lucinda Brand \| Pays-Bas \| Lidl-Trek \| + 51 s \| \| 10e \| Julie De Wilde \| Belgique \| Fenix-Deceuninck \| + 51 s \| |                      |          |                            |                 |
| |                      |          |                            |                 |
| Source : ProCyclingStats |                      |          |                            |                 |
| Classement général |                      |          |                            |                 |
| Coureuse | Coureuse             | Pays     | Équipe                     | Temps           |
| 1re | Marianne Vos         | Pays-Bas | Team Visma \| Lease a Bike | 2 h 52 min 08 s |
| 2e | Shirin van Anrooij   | Pays-Bas | Lidl-Trek                  | + 0 s           |
| 3e | Letizia Paternoster  | Italie   | Liv AlUla Jayco            | + 19 s          |
| 4e | Lotte Kopecky        | Belgique | SD Worx-Protime            | + 19 s          |
| 5e | Puck Pieterse        | Pays-Bas | Fenix-Deceuninck           | + 19 s          |
| 6e | Elisa Longo Borghini | Italie   | Lidl-Trek                  | + 19 s          |
| 7e | Chiara Consonni      | Italie   | UAE Team ADQ               | + 51 s          |
| 8e | Arlenis Sierra       | Cuba     | Movistar Team              | + 51 s          |
| 9e | Lucinda Brand        | Pays-Bas | Lidl-Trek                  | + 51 s          |
| 10e | Julie De Wilde       | Belgique | Fenix-Deceuninck           | + 51 s          |

### Points UCI
| Position           | 1er | 2e  | 3e  | 4e  | 5e | 6e | 7e | 8e | 9e | 10e | 11e | 12e | 13e | 14e | 15e | 16e à 25e |
| Classement général | 200 | 150 | 125 | 100 | 85 | 70 | 60 | 50 | 40 | 35  | 30  | 25  | 20  | 15  | 10  | 5         |

## Liste des participantes
| SD Worx-Protime SDW | SD Worx-Protime SDW               | SD Worx-Protime SDW |
| ------------------- | --------------------------------- | ------------------- |
| Num                 | Coureuse                          | Pos                 |
| 1                   | Demi Vollering (NED) (route)      | 96e                 |
| 2                   | Lotte Kopecky (BEL) (route)       | 4e                  |
| 3                   | Mischa Bredewold (NED) (route)    | 19e                 |
| 4                   | Femke Gerritse (NED)              | 24e                 |
| 5                   | Niamh Fisher-Black (NZL)          | 28e                 |
| 6                   | Chantal van den Broek-Blaak (NED) | 95e                 |

| UAE Team ADQ UAD | UAE Team ADQ UAD          | UAE Team ADQ UAD |
| ---------------- | ------------------------- | ---------------- |
| Num              | Coureuse                  | Pos              |
| 11               | Chiara Consonni (ITA)     | 7e               |
| 12               | Silvia Persico (ITA)      | 35e              |
| 13               | Sofia Bertizzolo (ITA)    | 46e              |
| 14               | Eleonora Gasparrini (ITA) | 69e              |
| 15               | Eugenia Bujak (SLO)       | 63e              |
| 16               | Karlijn Swinkels (NED)    | 13e              |

| Team Visma \| Lease a Bike TVL | Team Visma \| Lease a Bike TVL | Team Visma \| Lease a Bike TVL |
| ------------------------------ | ------------------------------ | ------------------------------ |
| Num                            | Coureuse                       | Pos                            |
| 21                             | Marianne Vos (NED)             | 1re                            |
| 22                             | Maud Oudeman (NED)             | 81e                            |
| 23                             | Margaux Vigié (FRA)            | 116e                           |
| 24                             | Fem van Empel (NED)            | 37e                            |
| 25                             | Nienke Veenhoven (NED)         | 114e                           |
| 26                             | Sophie von Berswordt (NED)     | 20e                            |

| Lidl-Trek LTK | Lidl-Trek LTK                      | Lidl-Trek LTK |
| ------------- | ---------------------------------- | ------------- |
| Num           | Coureuse                           | Pos           |
| 31            | Elisa Longo Borghini (ITA) (route) | 6e            |
| 32            | Lucinda Brand (NED)                | 9e            |
| 33            | Brodie Chapman (AUS)               | 23e           |
| 34            | Lizzie Deignan (GBR)               | 31e           |
| 35            | Shirin van Anrooij (NED)           | 2e            |
| 36            | Ellen van Dijk (NED)               | 58e           |

| AG Insurance-Soudal Team AGS | AG Insurance-Soudal Team AGS | AG Insurance-Soudal Team AGS |
| ---------------------------- | ---------------------------- | ---------------------------- |
| Num                          | Coureuse                     | Pos                          |
| 41                           | Maaike Boogaard (NED)        | AB                           |
| 42                           | Mirre Knaven (NED)           | AB                           |
| 43                           | Justine Ghekiere (BEL)       | 70e                          |
| 44                           | Julia Kopecký (CZE)          | 40e                          |
| 45                           | Julie Van de Velde (BEL)     | 99e                          |
| 46                           | Anya Louw (AUS)              | 78e                          |

| FDJ-Suez FST | FDJ-Suez FST            | FDJ-Suez FST |
| ------------ | ----------------------- | ------------ |
| Num          | Coureuse                | Pos          |
| 51           | Loes Adegeest (NED)     | 16e          |
| 52           | Nina Buysman (NED)      | 66e          |
| 53           | Grace Brown (AUS)       | 72e          |
| 54           | Léa Curinier (FRA)      | 26e          |
| 55           | Vittoria Guazzini (ITA) | AB           |
| 56           | Amber Kraak (NED)       | 30e          |

| Movistar Team MOV | Movistar Team MOV            | Movistar Team MOV |
| ----------------- | ---------------------------- | ----------------- |
| Num               | Coureuse                     | Pos               |
| 61                | Sheyla Gutiérrez (ESP)       | 98e               |
| 62                | Emma Norsgaard (DEN)         | 29e               |
| 63                | Floortje Mackaij (NED)       | 53e               |
| 64                | Aude Biannic (FRA)           | 34e               |
| 65                | Laura Ruiz Pérez (ESP)       | 107e              |
| 66                | Arlenis Sierra (CUB) (route) | 8e                |

| Liv AlUla Jayco LAJ | Liv AlUla Jayco LAJ       | Liv AlUla Jayco LAJ |
| ------------------- | ------------------------- | ------------------- |
| Num                 | Coureuse                  | Pos                 |
| 71                  | Teniel Campbell (TTO)     | 104e                |
| 72                  | Alexandra Manly (AUS)     | 94e                 |
| 73                  | Amber Pate (AUS)          | 79e                 |
| 74                  | Letizia Paternoster (ITA) | 3e                  |
| 75                  | Georgia Baker (AUS)       | AB                  |
| 76                  | Silke Smulders (NED)      | 64e                 |

| Fenix-Deceuninck ___ | Fenix-Deceuninck ___ | Fenix-Deceuninck ___ |
| -------------------- | -------------------- | -------------------- |
| Num                  | Coureuse             | Pos                  |
| 81                   | Sanne Cant (BEL)     | 33e                  |
| 82                   | Yara Kastelijn (NED) | 32e                  |
| 83                   | Julie De Wilde (BEL) | 10e                  |
| 84                   | Olha Kulynych (UKR)  | 76e                  |
| 85                   | Marthe Truyen (BEL)  | 17e                  |
| 86                   | Puck Pieterse (NED)  | 5e                   |

| Team dsm-firmenich PostNL DFP | Team dsm-firmenich PostNL DFP | Team dsm-firmenich PostNL DFP |
| ----------------------------- | ----------------------------- | ----------------------------- |
| Num                           | Coureuse                      | Pos                           |
| 91                            | Rachele Barbieri (ITA)        | 88e                           |
| 92                            | Francesca Barale (ITA)        | 14e                           |
| 93                            | Eleonora Ciabocco (ITA)       | 27e                           |
| 94                            | Daniek Hengeveld (NED)        | 52e                           |
| 95                            | Anna van der Meiden (NED)     | AB                            |
| 96                            | Nienke Vinke (NED)            | 73e                           |

| Uno-X Mobility UXM | Uno-X Mobility UXM            | Uno-X Mobility UXM |
| ------------------ | ----------------------------- | ------------------ |
| Num                | Coureuse                      | Pos                |
| 101                | Solbjørk Minke Anderson (DEN) | 50e                |
| 102                | Rebecca Koerner (DEN) (route) | 105e               |
| 103                | Elinor Barker (GBR)           | 38e                |
| 104                | Marte Berg Edseth (NOR)       | 18e                |
| 105                | Anouska Koster (NED)          | 36e                |
| 106                | Joscelin Lowden (GBR)         | 93e                |

| Roland CGS | Roland CGS                       | Roland CGS |
| ---------- | -------------------------------- | ---------- |
| Num        | Coureuse                         | Pos        |
| 111        | Ántri Christofórou (CYP) (route) | 106e       |
| 112        | Maggie Coles-Lyster (CAN)        | 42e        |
| 113        | Tamara Dronova (RUS) (route)     | 47e        |
| 114        | Elena Pirrone (ITA)              | 110e       |
| 115        | Sylvie Swinkels (NED)            | 67e        |
| 116        | Giorgia Vettorello (ITA)         | 97e        |

| Ceratizit-WNT Pro Cycling WNT | Ceratizit-WNT Pro Cycling WNT | Ceratizit-WNT Pro Cycling WNT |
| ----------------------------- | ----------------------------- | ----------------------------- |
| Num                           | Coureuse                      | Pos                           |
| 121                           | Alice Maria Arzuffi (ITA)     | 84e                           |
| 122                           | Kathrin Schweinberger (AUT)   | 56e                           |
| 123                           | Marta Jaskulska (POL)         | 15e                           |
| 124                           | Cédrine Kerbaol (FRA)         | 86e                           |
| 125                           | Nina Berton (LUX)             | 21e                           |
| 126                           | Lea Lin Teutenberg (GER)      | 82e                           |

| Human Powered Health HPH | Human Powered Health HPH  | Human Powered Health HPH |
| ------------------------ | ------------------------- | ------------------------ |
| Num                      | Coureuse                  | Pos                      |
| 131                      | Audrey Cordon-Ragot (FRA) | 22e                      |
| 132                      | Ruth Edwards (USA)        | AB                       |
| 133                      | Maëlle Grossetête (FRA)   | 91e                      |
| 134                      | Daria Pikulik (POL)       | 59e                      |
| 135                      | Alice Wood (GBR)          | 115e                     |
| 136                      | Katia Ragusa (ITA)        | 48e                      |

| Lotto Dstny Ladies LDL | Lotto Dstny Ladies LDL      | Lotto Dstny Ladies LDL |
| ---------------------- | --------------------------- | ---------------------- |
| Num                    | Coureuse                    | Pos                    |
| 141                    | Thalita de Jong (NED)       | 12e                    |
| 142                    | Fauve Bastiaenssen (BEL)    | 51e                    |
| 143                    | Wilma Aintila (FIN)         | 39e                    |
| 144                    | Audrey De Keersmaeker (BEL) | 102e                   |
| 145                    | Alberte Greve (DEN)         | 61e                    |
| 146                    | Quinty van de Guchte (NED)  | 80e                    |

| Arkéa-B&B Hotels Women ARK | Arkéa-B&B Hotels Women ARK    | Arkéa-B&B Hotels Women ARK |
| -------------------------- | ----------------------------- | -------------------------- |
| Num                        | Coureuse                      | Pos                        |
| 151                        | Michaela Drummond (NZL)       | 77e                        |
| 152                        | Emilia Fahlin (SWE) (route)   | 92e                        |
| 153                        | Amandine Fouquenet (FRA)      | 75e                        |
| 154                        | Marie-Morgane Le Deunff (FRA) | 108e                       |
| 155                        | Anaïs Morichon (FRA)          | 109e                       |
| 156                        | Maurène Trégouët (FRA)        | 60e                        |

| VolkerWessels VWT | VolkerWessels VWT        | VolkerWessels VWT |
| ----------------- | ------------------------ | ----------------- |
| Num               | Coureuse                 | Pos               |
| 161               | Sabrina Stultiens (NED)  | 68e               |
| 162               | Julia van Bokhoven (NED) | AB                |
| 163               | Anne Knijnenburg (NED)   | 25e               |
| 164               | Scarlett Souren (NED)    | 43e               |
| 165               | Sofie van Rooijen (NED)  | 100e              |
| 166               | Marith Vanhove (BEL)     | 44e               |

| Cofidis COF | Cofidis COF                    | Cofidis COF |
| ----------- | ------------------------------ | ----------- |
| Num         | Coureuse                       | Pos         |
| 171         | Martina Alzini (ITA)           | 41e         |
| 172         | Victoire Berteau (FRA) (route) | 11e         |
| 173         | Alana Castrique (BEL)          | AB          |
| 174         | Valentine Fortin (FRA)         | AB          |
| 175         | Sarah Roy (AUS)                | 57e         |
| 176         | Josie Talbot (AUS)             | 117e        |

| Bepink-Bongioanni BPK | Bepink-Bongioanni BPK   | Bepink-Bongioanni BPK |
| --------------------- | ----------------------- | --------------------- |
| Num                   | Coureuse                | Pos                   |
| 181                   | Irene Cagnazzo (ITA)    | AB                    |
| 182                   | Angela Oro (ITA)        | AB                    |
| 183                   | Beatrice Pozzobon (ITA) | AB                    |
| 184                   | Elisa Valtulini (ITA)   | 62e                   |
| 185                   | Prisca Savi (ITA)       | AB                    |
| 186                   | Cybèle Schneider (SUI)  | AB                    |

| Lifeplus Wahoo LPW | Lifeplus Wahoo LPW     | Lifeplus Wahoo LPW |
| ------------------ | ---------------------- | ------------------ |
| Num                | Coureuse               | Pos                |
| 191                | Heidi Franz (USA)      | 85e                |
| 192                | Alicia González (ESP)  | 65e                |
| 193                | Kristýna Burlová (CZE) | NP                 |
| 194                | Eluned King (GBR)      | AB                 |
| 195                | Kaja Rysz (POL)        | 45e                |
| 196                | Karin Söderqvist (SWE) | 90e                |

| Proximus-Cyclis CT ___ | Proximus-Cyclis CT ___ | Proximus-Cyclis CT ___ |
| ---------------------- | ---------------------- | ---------------------- |
| Num                    | Coureuse               | Pos                    |
| 201                    | Febe Poppe (BEL)       | AB                     |
| 202                    | Deborah Veerman (NED)  | AB                     |
| 203                    | Lone Meertens (BEL)    | AB                     |
| 204                    | Marieke de Groot (NED) | AB                     |
| 206                    | Lisa van Belle (NED)   | AB                     |

| St Michel-Mavic-Auber 93 AUB | St Michel-Mavic-Auber 93 AUB | St Michel-Mavic-Auber 93 AUB |
| ---------------------------- | ---------------------------- | ---------------------------- |
| Num                          | Coureuse                     | Pos                          |
| 211                          | Alison Avoine (FRA)          | 111e                         |
| 212                          | Marion Borras (FRA)          | 74e                          |
| 213                          | Roxane Fournier (FRA)        | 113e                         |
| 214                          | Camille Fahy (FRA)           | 83e                          |
| 215                          | Margot Pompanon (FRA)        | AB                           |
| 216                          | Elyne Roussel (FRA)          | 71e                          |

| Team Coop-Repsol HPU | Team Coop-Repsol HPU          | Team Coop-Repsol HPU |
| -------------------- | ----------------------------- | -------------------- |
| Num                  | Coureuse                      | Pos                  |
| 221                  | India Grangier (FRA)          | 55e                  |
| 222                  | Monica Greenwood (GBR)        | 49e                  |
| 223                  | Camilla Rånes Bye (NOR)       | AB                   |
| 224                  | April Tacey (GBR)             | 54e                  |
| 225                  | Sigrid Ytterhus Haugset (NOR) | 89e                  |
| 226                  | Eline Van Rooijen (NED)       | 101e                 |

| Chevalmeire CHE | Chevalmeire CHE        | Chevalmeire CHE |
| --------------- | ---------------------- | --------------- |
| Num             | Coureuse               | Pos             |
| 231             | Antonia Gröndahl (FIN) | 87e             |
| 232             | Nathalie Bex (BEL)     | AB              |
| 233             | Jana Dobbelaere (BEL)  | AB              |
| 234             | Cleo Kiekens (BEL)     | 103e            |
| 236             | Hanna Nilsson (SWE)    | 112e            |

| SD Worx-Protime SDW | SD Worx-Protime SDW               | SD Worx-Protime SDW |
| ------------------- | --------------------------------- | ------------------- |
| Num                 | Coureuse                          | Pos                 |
| 1                   | Demi Vollering (NED) (route)      | 96e                 |
| 2                   | Lotte Kopecky (BEL) (route)       | 4e                  |
| 3                   | Mischa Bredewold (NED) (route)    | 19e                 |
| 4                   | Femke Gerritse (NED)              | 24e                 |
| 5                   | Niamh Fisher-Black (NZL)          | 28e                 |
| 6                   | Chantal van den Broek-Blaak (NED) | 95e                 |

| UAE Team ADQ UAD | UAE Team ADQ UAD          | UAE Team ADQ UAD |
| ---------------- | ------------------------- | ---------------- |
| Num              | Coureuse                  | Pos              |
| 11               | Chiara Consonni (ITA)     | 7e               |
| 12               | Silvia Persico (ITA)      | 35e              |
| 13               | Sofia Bertizzolo (ITA)    | 46e              |
| 14               | Eleonora Gasparrini (ITA) | 69e              |
| 15               | Eugenia Bujak (SLO)       | 63e              |
| 16               | Karlijn Swinkels (NED)    | 13e              |

| Team Visma \| Lease a Bike TVL | Team Visma \| Lease a Bike TVL | Team Visma \| Lease a Bike TVL |
| ------------------------------ | ------------------------------ | ------------------------------ |
| Num                            | Coureuse                       | Pos                            |
| 21                             | Marianne Vos (NED)             | 1re                            |
| 22                             | Maud Oudeman (NED)             | 81e                            |
| 23                             | Margaux Vigié (FRA)            | 116e                           |
| 24                             | Fem van Empel (NED)            | 37e                            |
| 25                             | Nienke Veenhoven (NED)         | 114e                           |
| 26                             | Sophie von Berswordt (NED)     | 20e                            |

| Lidl-Trek LTK | Lidl-Trek LTK                      | Lidl-Trek LTK |
| ------------- | ---------------------------------- | ------------- |
| Num           | Coureuse                           | Pos           |
| 31            | Elisa Longo Borghini (ITA) (route) | 6e            |
| 32            | Lucinda Brand (NED)                | 9e            |
| 33            | Brodie Chapman (AUS)               | 23e           |
| 34            | Lizzie Deignan (GBR)               | 31e           |
| 35            | Shirin van Anrooij (NED)           | 2e            |
| 36            | Ellen van Dijk (NED)               | 58e           |

| AG Insurance-Soudal Team AGS | AG Insurance-Soudal Team AGS | AG Insurance-Soudal Team AGS |
| ---------------------------- | ---------------------------- | ---------------------------- |
| Num                          | Coureuse                     | Pos                          |
| 41                           | Maaike Boogaard (NED)        | AB                           |
| 42                           | Mirre Knaven (NED)           | AB                           |
| 43                           | Justine Ghekiere (BEL)       | 70e                          |
| 44                           | Julia Kopecký (CZE)          | 40e                          |
| 45                           | Julie Van de Velde (BEL)     | 99e                          |
| 46                           | Anya Louw (AUS)              | 78e                          |

| FDJ-Suez FST | FDJ-Suez FST            | FDJ-Suez FST |
| ------------ | ----------------------- | ------------ |
| Num          | Coureuse                | Pos          |
| 51           | Loes Adegeest (NED)     | 16e          |
| 52           | Nina Buysman (NED)      | 66e          |
| 53           | Grace Brown (AUS)       | 72e          |
| 54           | Léa Curinier (FRA)      | 26e          |
| 55           | Vittoria Guazzini (ITA) | AB           |
| 56           | Amber Kraak (NED)       | 30e          |

| Movistar Team MOV | Movistar Team MOV            | Movistar Team MOV |
| ----------------- | ---------------------------- | ----------------- |
| Num               | Coureuse                     | Pos               |
| 61                | Sheyla Gutiérrez (ESP)       | 98e               |
| 62                | Emma Norsgaard (DEN)         | 29e               |
| 63                | Floortje Mackaij (NED)       | 53e               |
| 64                | Aude Biannic (FRA)           | 34e               |
| 65                | Laura Ruiz Pérez (ESP)       | 107e              |
| 66                | Arlenis Sierra (CUB) (route) | 8e                |

| Liv AlUla Jayco LAJ | Liv AlUla Jayco LAJ       | Liv AlUla Jayco LAJ |
| ------------------- | ------------------------- | ------------------- |
| Num                 | Coureuse                  | Pos                 |
| 71                  | Teniel Campbell (TTO)     | 104e                |
| 72                  | Alexandra Manly (AUS)     | 94e                 |
| 73                  | Amber Pate (AUS)          | 79e                 |
| 74                  | Letizia Paternoster (ITA) | 3e                  |
| 75                  | Georgia Baker (AUS)       | AB                  |
| 76                  | Silke Smulders (NED)      | 64e                 |

| Fenix-Deceuninck ___ | Fenix-Deceuninck ___ | Fenix-Deceuninck ___ |
| -------------------- | -------------------- | -------------------- |
| Num                  | Coureuse             | Pos                  |
| 81                   | Sanne Cant (BEL)     | 33e                  |
| 82                   | Yara Kastelijn (NED) | 32e                  |
| 83                   | Julie De Wilde (BEL) | 10e                  |
| 84                   | Olha Kulynych (UKR)  | 76e                  |
| 85                   | Marthe Truyen (BEL)  | 17e                  |
| 86                   | Puck Pieterse (NED)  | 5e                   |

| Team dsm-firmenich PostNL DFP | Team dsm-firmenich PostNL DFP | Team dsm-firmenich PostNL DFP |
| ----------------------------- | ----------------------------- | ----------------------------- |
| Num                           | Coureuse                      | Pos                           |
| 91                            | Rachele Barbieri (ITA)        | 88e                           |
| 92                            | Francesca Barale (ITA)        | 14e                           |
| 93                            | Eleonora Ciabocco (ITA)       | 27e                           |
| 94                            | Daniek Hengeveld (NED)        | 52e                           |
| 95                            | Anna van der Meiden (NED)     | AB                            |
| 96                            | Nienke Vinke (NED)            | 73e                           |

| Uno-X Mobility UXM | Uno-X Mobility UXM            | Uno-X Mobility UXM |
| ------------------ | ----------------------------- | ------------------ |
| Num                | Coureuse                      | Pos                |
| 101                | Solbjørk Minke Anderson (DEN) | 50e                |
| 102                | Rebecca Koerner (DEN) (route) | 105e               |
| 103                | Elinor Barker (GBR)           | 38e                |
| 104                | Marte Berg Edseth (NOR)       | 18e                |
| 105                | Anouska Koster (NED)          | 36e                |
| 106                | Joscelin Lowden (GBR)         | 93e                |

| Roland CGS | Roland CGS                       | Roland CGS |
| ---------- | -------------------------------- | ---------- |
| Num        | Coureuse                         | Pos        |
| 111        | Ántri Christofórou (CYP) (route) | 106e       |
| 112        | Maggie Coles-Lyster (CAN)        | 42e        |
| 113        | Tamara Dronova (RUS) (route)     | 47e        |
| 114        | Elena Pirrone (ITA)              | 110e       |
| 115        | Sylvie Swinkels (NED)            | 67e        |
| 116        | Giorgia Vettorello (ITA)         | 97e        |

| Ceratizit-WNT Pro Cycling WNT | Ceratizit-WNT Pro Cycling WNT | Ceratizit-WNT Pro Cycling WNT |
| ----------------------------- | ----------------------------- | ----------------------------- |
| Num                           | Coureuse                      | Pos                           |
| 121                           | Alice Maria Arzuffi (ITA)     | 84e                           |
| 122                           | Kathrin Schweinberger (AUT)   | 56e                           |
| 123                           | Marta Jaskulska (POL)         | 15e                           |
| 124                           | Cédrine Kerbaol (FRA)         | 86e                           |
| 125                           | Nina Berton (LUX)             | 21e                           |
| 126                           | Lea Lin Teutenberg (GER)      | 82e                           |

| Human Powered Health HPH | Human Powered Health HPH  | Human Powered Health HPH |
| ------------------------ | ------------------------- | ------------------------ |
| Num                      | Coureuse                  | Pos                      |
| 131                      | Audrey Cordon-Ragot (FRA) | 22e                      |
| 132                      | Ruth Edwards (USA)        | AB                       |
| 133                      | Maëlle Grossetête (FRA)   | 91e                      |
| 134                      | Daria Pikulik (POL)       | 59e                      |
| 135                      | Alice Wood (GBR)          | 115e                     |
| 136                      | Katia Ragusa (ITA)        | 48e                      |

| Lotto Dstny Ladies LDL | Lotto Dstny Ladies LDL      | Lotto Dstny Ladies LDL |
| ---------------------- | --------------------------- | ---------------------- |
| Num                    | Coureuse                    | Pos                    |
| 141                    | Thalita de Jong (NED)       | 12e                    |
| 142                    | Fauve Bastiaenssen (BEL)    | 51e                    |
| 143                    | Wilma Aintila (FIN)         | 39e                    |
| 144                    | Audrey De Keersmaeker (BEL) | 102e                   |
| 145                    | Alberte Greve (DEN)         | 61e                    |
| 146                    | Quinty van de Guchte (NED)  | 80e                    |

| Arkéa-B&B Hotels Women ARK | Arkéa-B&B Hotels Women ARK    | Arkéa-B&B Hotels Women ARK |
| -------------------------- | ----------------------------- | -------------------------- |
| Num                        | Coureuse                      | Pos                        |
| 151                        | Michaela Drummond (NZL)       | 77e                        |
| 152                        | Emilia Fahlin (SWE) (route)   | 92e                        |
| 153                        | Amandine Fouquenet (FRA)      | 75e                        |
| 154                        | Marie-Morgane Le Deunff (FRA) | 108e                       |
| 155                        | Anaïs Morichon (FRA)          | 109e                       |
| 156                        | Maurène Trégouët (FRA)        | 60e                        |

| VolkerWessels VWT | VolkerWessels VWT        | VolkerWessels VWT |
| ----------------- | ------------------------ | ----------------- |
| Num               | Coureuse                 | Pos               |
| 161               | Sabrina Stultiens (NED)  | 68e               |
| 162               | Julia van Bokhoven (NED) | AB                |
| 163               | Anne Knijnenburg (NED)   | 25e               |
| 164               | Scarlett Souren (NED)    | 43e               |
| 165               | Sofie van Rooijen (NED)  | 100e              |
| 166               | Marith Vanhove (BEL)     | 44e               |

| Cofidis COF | Cofidis COF                    | Cofidis COF |
| ----------- | ------------------------------ | ----------- |
| Num         | Coureuse                       | Pos         |
| 171         | Martina Alzini (ITA)           | 41e         |
| 172         | Victoire Berteau (FRA) (route) | 11e         |
| 173         | Alana Castrique (BEL)          | AB          |
| 174         | Valentine Fortin (FRA)         | AB          |
| 175         | Sarah Roy (AUS)                | 57e         |
| 176         | Josie Talbot (AUS)             | 117e        |

| Bepink-Bongioanni BPK | Bepink-Bongioanni BPK   | Bepink-Bongioanni BPK |
| --------------------- | ----------------------- | --------------------- |
| Num                   | Coureuse                | Pos                   |
| 181                   | Irene Cagnazzo (ITA)    | AB                    |
| 182                   | Angela Oro (ITA)        | AB                    |
| 183                   | Beatrice Pozzobon (ITA) | AB                    |
| 184                   | Elisa Valtulini (ITA)   | 62e                   |
| 185                   | Prisca Savi (ITA)       | AB                    |
| 186                   | Cybèle Schneider (SUI)  | AB                    |

| Lifeplus Wahoo LPW | Lifeplus Wahoo LPW     | Lifeplus Wahoo LPW |
| ------------------ | ---------------------- | ------------------ |
| Num                | Coureuse               | Pos                |
| 191                | Heidi Franz (USA)      | 85e                |
| 192                | Alicia González (ESP)  | 65e                |
| 193                | Kristýna Burlová (CZE) | NP                 |
| 194                | Eluned King (GBR)      | AB                 |
| 195                | Kaja Rysz (POL)        | 45e                |
| 196                | Karin Söderqvist (SWE) | 90e                |

| Proximus-Cyclis CT ___ | Proximus-Cyclis CT ___ | Proximus-Cyclis CT ___ |
| ---------------------- | ---------------------- | ---------------------- |
| Num                    | Coureuse               | Pos                    |
| 201                    | Febe Poppe (BEL)       | AB                     |
| 202                    | Deborah Veerman (NED)  | AB                     |
| 203                    | Lone Meertens (BEL)    | AB                     |
| 204                    | Marieke de Groot (NED) | AB                     |
| 206                    | Lisa van Belle (NED)   | AB                     |

| St Michel-Mavic-Auber 93 AUB | St Michel-Mavic-Auber 93 AUB | St Michel-Mavic-Auber 93 AUB |
| ---------------------------- | ---------------------------- | ---------------------------- |
| Num                          | Coureuse                     | Pos                          |
| 211                          | Alison Avoine (FRA)          | 111e                         |
| 212                          | Marion Borras (FRA)          | 74e                          |
| 213                          | Roxane Fournier (FRA)        | 113e                         |
| 214                          | Camille Fahy (FRA)           | 83e                          |
| 215                          | Margot Pompanon (FRA)        | AB                           |
| 216                          | Elyne Roussel (FRA)          | 71e                          |

| Team Coop-Repsol HPU | Team Coop-Repsol HPU          | Team Coop-Repsol HPU |
| -------------------- | ----------------------------- | -------------------- |
| Num                  | Coureuse                      | Pos                  |
| 221                  | India Grangier (FRA)          | 55e                  |
| 222                  | Monica Greenwood (GBR)        | 49e                  |
| 223                  | Camilla Rånes Bye (NOR)       | AB                   |
| 224                  | April Tacey (GBR)             | 54e                  |
| 225                  | Sigrid Ytterhus Haugset (NOR) | 89e                  |
| 226                  | Eline Van Rooijen (NED)       | 101e                 |

| Chevalmeire CHE | Chevalmeire CHE        | Chevalmeire CHE |
| --------------- | ---------------------- | --------------- |
| Num             | Coureuse               | Pos             |
| 231             | Antonia Gröndahl (FIN) | 87e             |
| 232             | Nathalie Bex (BEL)     | AB              |
| 233             | Jana Dobbelaere (BEL)  | AB              |
| 234             | Cleo Kiekens (BEL)     | 103e            |
| 236             | Hanna Nilsson (SWE)    | 112e            |